# Чернооково (Шуменская область)
Чернооково (болг. Чернооково) — село в Болгарии. Находится в Шуменской области, входит в общину Вырбица. Население составляет 559 человек.

## Политическая ситуация
В местном кметстве Чернооково, в состав которого входит Чернооково, должность кмета (старосты) исполняет Ремзи Насуф Хюсеин (Земледельческий народный союз (ЗНС)) по результатам выборов правления кметства.
Кмет (мэр) общины Вырбица — Исмаил Мехмед Мехмед (Движение за права и свободы (ДПС)) по результатам выборов в правление общины.